# Найкращі міста для життя в Україні за версією журналу «Фокус»
Рейтинг найкращих міст України щорічно влітку публікує журнал «Фокус». Перший рейтинг укладено влітку 2007 року, до нього потрапило 50 міст. У наступні роки список складався з 55 міст.

## Критерії
Усього журналісти аналізують 450 міст, серед яких за різними критеріями вибирають лідерів.
Серед критеріїв оцінювання:
1. Інфраструктура: кількість дитячих садків, шкіл, лікарень, супермаркетів і ринків
2. Екологія
3. Рівень злочинності
4. Зайнятість: рівень безробіття
5. Інвестиційна привабливість
6. Середня зарплатня
7. Вартість житлово-комунальних послуг
8. Доступність житла: середня ціна м²
9. Кількість ВНЗ III і IV рівнів акредитації
10. Культурний потенціал: кількість театрів, кінотеатрів, палаців культури, пам'яток архітектури, історії та археології й історико-культурних заповідників
11. Привабливість для туристів
12. Ділова активність: кількість підприємств і приватних підприємців, а також рівень проникнення банківських послуг
13. Фінансування: скільки грошей припадає на одного жителя з міського бюджету
14. Міграція населення: наскільки привабливим є місто
15. Рівень благоустрою міста

## Переможці
Переможцями ставали:
| Рік  | Місто                                  |
| ---- | -------------------------------------- |
| 2007 | Івано-Франківськ                       |
| 2008 | Чернівці                               |
| 2009 | Львів                                  |
| 2010 | Харків                                 |
| 2011 | Одеса                                  |
| 2012 | Івано-Франківськ                       |
| 2013 | Вінниця                                |
| 2014 | рейтинг не складався і не публікувався |
| 2015 | рейтинг не складався і не публікувався |
| 2016 | Львів                                  |
| 2017 | Київ                                   |
| 2018 | Харків                                 |
| 2019 | Київ                                   |
| 2020 | Хмельницький                           |

### 2007
Перша десятка:
| Місце | Місто            | Населення | Бали |
| ----- | ---------------- | --------- | ---- |
| 1.    | Івано-Франківськ | 241 000   | 400  |
| 2.    | Київ             | 2 679 800 | 382  |
| 3-5.  | Дніпро           | 1 041 800 | 348  |
| 3-5.  | Тернопіль        | 224 300   | 348  |
| 3-5.  | Чернівці         | 241 000   | 348  |
| 6.    | Сімферополь      | 334 000   | 335  |
| 7.    | Чернігів         | 299 000   | 334  |
| 8.    | Львів            | 735 500   | 329  |
| 9.    | Коломия          | 61 000    | 326  |
| 10.   | Полтава          | 306 200   | 322  |

### 2008
Перша десятка:
| Місце | Місто            | Населення | Бали | +/- місце |
| ----- | ---------------- | --------- | ---- | --------- |
| 1.    | Чернівці         | 247 000   | 605  | +2        |
| 2.    | Київ             | 2 743 000 | 561  | 0         |
| 3.    | Ялта             | 79 000    | 511  | +18       |
| 4.    | Чернігів         | 299 000   | 510  | +3        |
| 5.    | Івано-Франківськ | 223 000   | 505  | −4        |
| 6.    | Мукачево         | 83 000    | 503  | +6        |
| 7.    | Трускавець       | 30 000    | 493  | +14       |
| 8.    | Чорноморськ      | 69 000    | 489  | *         |
| 9.    | Львів            | 762 000   | 470  | −1        |
| 10.   | Луцьк            | 208 000   | 465  | +18       |

Примітка: * — не було у топ-50 попереднього року

### 2009
Перша десятка:
| Місце | Місто            | Населення | Бали | +/- місце |
| ----- | ---------------- | --------- | ---- | --------- |
| 1.    | Львів            | 854 000   | 549  | +8        |
| 2.    | Київ             | 2 727 000 | 542  | 0         |
| 3.    | Івано-Франківськ | 240 000   | 511  | +2        |
| 4.    | Чернівці         | 250 000   | 492  | −3        |
| 5.    | Ялта             | 79 000    | 466  | −2        |
| 6.    | Харків           | 1 453 500 | 454  | +4        |
| 7.    | Одеса            | 1 008 000 | 453  | +13       |
| 8.    | Чорноморськ      | 70 000    | 451  | 0         |
| 9.    | Сімферополь      | 355 000   | 450  | +7        |
| 10.   | Севастополь      | 380 000   | 449  | +2        |

### 2010
Перша десятка:
| Місце | Місто            | Населення | Бали | +/- місце |
| ----- | ---------------- | --------- | ---- | --------- |
| 1.    | Харків           | 1 449 100 | 477  | +5        |
| 2.    | Київ             | 2 744 700 | 475  | 0         |
| 3.    | Івано-Франківськ | 240 600   | 467  | 0         |
| 4.    | Чернівці         | 252 100   | 463  | 0         |
| 5.    | Мукачево         | 83 100    | 462  | +15       |
| 6.    | Севастополь      | 380 500   | 445  | +4        |
| 7.    | Одеса            | 1 008 900 | 444  | 0         |
| 8.    | Ужгород          | 116 400   | 443  | +15       |
| 9.    | Вінниця          | 367 400   | 441  | +10       |
| 10.   | Славутич         | 24 400    | 437  | +28       |

Серед переможців 2010 року в окремих категоріях:
- Харків — лідер за доступністю та якістю вищої освіти;
- Київ — переможець у номінаціях «ділова активність», «рівень зайнятості населення», «заклади культури» та «туристична привабливість»;
- Славутич (Київська область) — найменший рівень злочинності та найкраще забезпечення житлово-комунальними послугами;
- Южне (Одеська область) — лідер за кількістю бюджетних коштів на одного жителя;
- Трускавець (Львівська область) — найкраща інфраструктура;
- Енергодар (Запорізька область) — найвища середня зарплата;
- Ірпінь (Київська область) — найвищий міграційний приріст;
- Переяслав (Київська область) — найкраща екологія;
- Бахмут (Донецька область) — найдоступніші ціни на житло.

### 2011
Перша десятка:
| Місце | Місто            | Населення | Бали | +/- місце |
| ----- | ---------------- | --------- | ---- | --------- |
| 1.    | Одеса            | 1 008 162 | 493  | +6        |
| 2.    | Київ             | 2 814 258 | 485  | 0         |
| 3.    | Івано-Франківськ | 224 660   | 479  | 0         |
| 4.    | Львів            | 729 842   | 467  | +10       |
| 5.    | Харків           | 1 441 362 | 466  | −4        |
| 6.    | Севастополь      | 340 559   | 465  | 0         |
| 7.    | Ужгород          | 116 556   | 456  | +1        |
| 8.    | Дніпро           | 999 577   | 437  | +3        |
| 9.    | Донецьк          | 955 041   | 436  | +8        |
| 10.   | Мукачево         | 84 630    | 433  | −5        |

### 2012
Перша десятка:
| Місце | Місто            | Населення | Бали | +/- місце |
| ----- | ---------------- | --------- | ---- | --------- |
| 1.    | Івано-Франківськ | 224 660   | 1178 | +2        |
| 2.    | Чернівці         | 252 100   | 1152 | +11       |
| 3.    | Донецьк          | 955 041   | 1140 | +6        |
| 4.    | Львів            | 729 842   | 1100 | 0         |
| 5.    | Київ             | 2 814 258 | 1081 | −3        |
| 6.    | Харків           | 1 441 362 | 1069 | −1        |
| 7.    | Одеса            | 1 008 162 | 1027 | −6        |
| 8.    | Севастополь      | 340 559   | 985  | −2        |
| 9.    | Дніпро           | 999 577   | 981  | −1        |
| 10.   | Ужгород          | 116 556   | 966  | −3        |

### 2013
Перша десятка:
| Місце | Місто            | Населення | Бали | +/- місце |
| ----- | ---------------- | --------- | ---- | --------- |
| 1.    | Вінниця          | 367 400   | 569  | +19       |
| 2.    | Київ             | 2 814 258 | 567  | +3        |
| 3.    | Івано-Франківськ | 224 660   | 556  | −2        |
| 4.    | Чернівці         | 252 100   | 538  | −2        |
| 5.    | Львів            | 729 842   | 512  | −1        |
| 6.    | Харків           | 1 441 362 | 500  | 0         |
| 7.    | Донецьк          | 955 041   | 487  | −4        |
| 8.    | Севастополь      | 340 559   | 486  | 0         |
| 9.    | Хмельницький     | 265 062   | 475  | +5        |
| 10.   | Одеса            | 1 008 162 | 474  | −3        |

Серед переможців 2013 року в окремих категоріях:
- Івано-Франківськ — найбезпечніший. На 10 000 жителів було зареєстровано найменше злочинів.
- Харків — було створено найбільше нових робочих місць.
- Вараш — у жителів міста найвища середня заробітна плата.
- Горішні Плавні (колишній Комсомольськ) — найнижчий рівень безробіття.
- Тернопіль — найосвіченіший, місто налічує 69.200 студентів, а це майже третина всього міського населення.
- Чернівці — найбільш торговий. На кожного жителя міста припадає найбільше організованих ринків.
- Ялта — лідирує за кількістю ресторанів і кафе, що припадають на одного жителя.
- Переяслав — у місті найвища концентрація музеїв на душу населення.
- Буча — на 1000 жителів народилося найбільше малюків.
- Ужгород — найнижчий рівень смертності.

### 2014—2015
Рейнтинг не складався і не публікувався.

### 2016
Перша десятка:
| Місце | Місто            | Населення | Бали1 | +/- місце |
| ----- | ---------------- | --------- | ----- | --------- |
| 1.    | Львів            | 728 350   | 69.4  | +4        |
| 2.    | Київ             | 2 906 569 | 63.6  | ▬ 0       |
| 3.    | Хмельницький     | 269 113   | 61.6  | +6        |
| 4.    | Вінниця          | 372 672   | 61.5  | –         |
| 5.    | Луцьк            | 217 033   | 59.6  | –         |
| 6.    | Івано-Франківськ | 233 360   | 59.1  | –         |
| 7.    | Тернопіль        | 217 866   | 58.6  | –         |
| 8.    | Ужгород          | 114 007   | 56.7  | –         |
| 9.    | Харків           | 1 439 036 | 54.9  | -3        |
| 10.   | Рівне            | 247 356   | 54.4  | –         |

### 2017
Перша десятка:
| Місце | Місто            | Населення | Бали1 | +/- місце |
| ----- | ---------------- | --------- | ----- | --------- |
| 1.    | Київ             | 2 926 000 | 60.0  | +1        |
| 2.    | Львів            | 728 000   | 58.7  | -1        |
| 3.    | Луцьк            | 217 000   | 57.7  | +2        |
| 4.    | Вінниця          | 373 000   | 56.5  | –         |
| 5.    | Івано-Франківськ | 233 000   | 56.0  | +1        |
| 6.    | Харків           | 1 439 000 | 55.6  | +3        |
| 7.    | Тернопіль        | 218 000   | 52.3  | –         |
| 8.    | Хмельницький     | 269 000   | 51.7  | -5        |
| 9.    | Рівне            | 247 000   | 48.6  | +1        |
| 10.   | Ужгород          | 114 000   | 47.8  | -2        |

### 2018
Перша десятка:
| Місце | Місто        | Населення | Бали1 | +/- місце |
| ----- | ------------ | --------- | ----- | --------- |
| 1.    | Харків       | 1 450 000 | 67.1  | +5        |
| 2.    | Вінниця      | 372 000   | 61.5  | +2        |
| 3.    | Київ         | 2 935 000 | 55.9  | -2        |
| 4.    | Львів        | 727 000   | 55.8  | -2        |
| 5.    | Одеса        | 1 011 000 | 52.5  | +8        |
| 6.    | Дніпро       | 1 001 000 | 51.7  | +5        |
| 7.    | Чернігів     | 289 000   | 50.9  | +13       |
| 8.    | Луцьк        | 217 000   | 48.9  | -8        |
| 9.    | Житомир      | 267 000   | 48.5  | +3        |
| 10.   | Хмельницький | 268 000   | 48.1  | -2        |

### 2019
Перша десятка:
| Місце | Місто        | Населення | Бали1 | +/- місце |
| ----- | ------------ | --------- | ----- | --------- |
| 1.    | Київ         | 2 926 000 | 64.9  | +2        |
| 2.    | Хмельницький | 271 000   | 48.6  | +8        |
| 3.    | Львів        | 725 000   | 48.5  | +1        |
| 4.    | Полтава      | 288 300   | 46.4  | +10       |
| 5.    | Вінниця      | 370 000   | 45.8  | -3        |
| 6.    | Запоріжжя    | 739 000   | 45.5  | +9        |
| 7.    | Харків       | 1 446 000 | 45.4  | -6        |
| 8.    | Луцьк        | 217 000   | 45.2  | +         |
| 9.    | Черкаси      | 276 000   | 45.2  | +3        |
| 10.   | Тернопіль    | 222 000   | 44.9  | +3        |

Примітки
1 максимально 100 балів